# Irene Theorin
Iréne Theorin (n. Hestra (Suecia) 18 de junio de 1963) es una soprano dramática sueca.

## Biografía
Creció en el campo junto a cinco hermanos, en una comunidad de 200 habitantes donde todavía reside. Su familia era abierta y atenta a las obras sociales pero no estaba relacionada con la música.
Dejó el instituto a los 17 años para formar una familia y ya tenía tres hijos cuando alguien del vecindario que cantaba en el coro de la parroquia le hizo notar que debía tomar clases.
Inició con 27 años sus estudios de música en Gotemburgo y dos años después ya formaba parte de la Ópera de Copenhague con Ingrid Bjoner, Birgit Nilsson y Susanna Eken.
Se destaca en roles wagnerianos, especialmente como Brünnhilde en El anillo del nibelungo completo en el nuevo Royal Theater de Copenhague, Núremberg, Peking, Köln, Semperoper Dresde, Tokio, Covent Garden, Ópera Alemana de Berlín , como Brünnhilde de Siegfried en el Gran Teatro del Liceo de Barcelona, y como Isolda, con la que hizo su debut protagónico en el Festival de Bayreuth en 2008 (había cantado en 2000 como Ortlinde dirigida por Giuseppe Sinopoli), papel que ya había cantado en Essen y Bruselas. Al Festival regresó con el mismo papel en las reposiciones de la obra en 2009, 2011 y 2012.
Ha cantado Senta, Donna Anna, Eva, Leonora, Amelia, Elisabeth, Sieglinde, Gutrune, Freia, Venus, Elsa, Aida - con la que se inauguró el nuevo teatro de ópera de Copenhague -Desdemona de Verdi, Turandot de Puccini, Elisabetta de Don Carlo, Tosca y otros.

## Discografía de referencia
- Wagner, Der Ring des Nibelungen (Brünnhilde) / Schondwant, producción de Kasper Bech Holten, Danish Royal Opera, 2006.